# John Souza
John Souza-Benavides (Fall River, 12 de julho de 1920 - Dover, Pensilvania, 11 de março de 2012)  foi um ex-futebolista norte-americano.

## Carreira
Era membro da colônia portuguesa do estado de Massachusetts, assim como seu colega Ed Souza, que foi à Copa de 1950 (com quem não tem parentesco). Ambos jogavam na equipe do Fall River Ponta Delgada (cujo nome provém da capital dos Açores). 
John também chegou a realizar alguns jogos pelo New York German-Hungarians até parar de jogar.
"Clarkie", como é conhecido, participou dos três jogos da Seleção Norte-Americana na Copa, e chegou a ter grande chance de marcar contra a Inglaterra, quando os adversários já perdiam por 0 x 1. Também participou das Olimpíadas de 1948 e de 1952. Ao todo, marcou 3 gols em 14 jogos pelo selecionado.

## Ligações Externas
- Perfil no Soccerhall